# An platonic
Un an platonic este în mecanica Pământului, intervalul de timp după care axa de rotație a Terrei în mișcarea sa de precesie, datorită atracției Soarelui și Lunei, revine la poziția sa inițială. El este de aproximativ 26.000 de ani și corespunde unei deplasări spre vest a punctului vernal cu circa 50’’ pe an. Într-un an platonic, semiaxa Pământului descrie în spațiu un con.